# Salia semiothisa
Salia semiothisa är en fjärilsart som beskrevs av William Schaus 1916. Salia semiothisa ingår i släktet Salia och familjen nattflyn. Inga underarter finns listade.